# Museo Histórico-Minero Don Felipe de Borbón y Grecia
El Museo Histórico-Minero "Don Felipe de Borbón y Grecia" está situado en la planta superior del edificio histórico de la Escuela Técnica Superior de Ingenieros de Minas y Energía de Madrid, en la calle de Ríos Rosas 21. Contiene colecciones de mineralogía, paleontología e historia minera. Además, en diversas zonas del edificio se encuentran maquetas antiguas que forman parte también de las colecciones de la Escuela.  Las instalaciones del Museo, construidas y amuebladas en el siglo XIX, se mantienen prácticamente intactas, con solamente algunos cambios para mejorar la seguridad. 

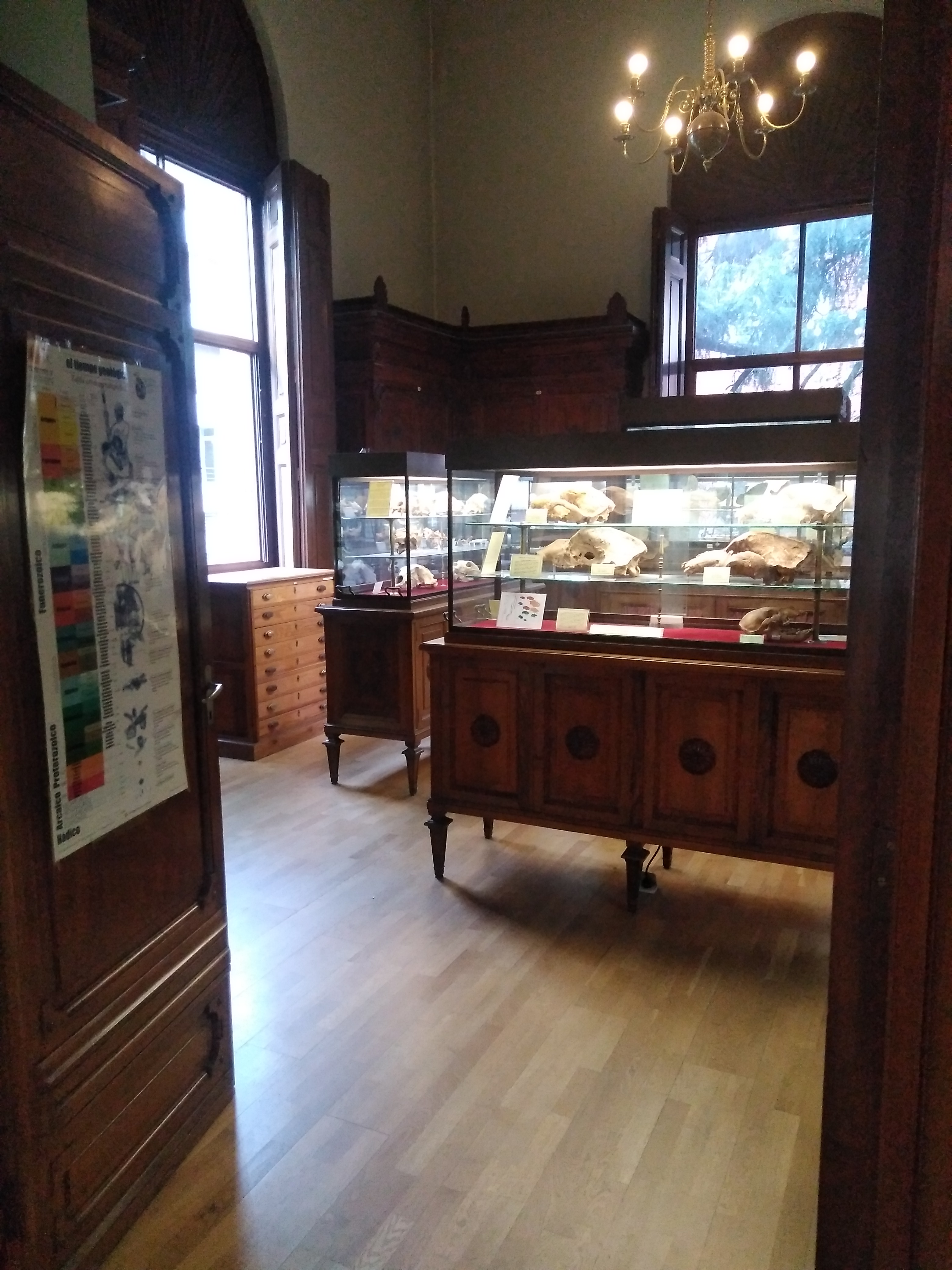
Exposición

## La colección de mineralogía
Esta colección tiene como origen los ejemplares que se trasladaron desde Almadén, cuando la sede de la Escuela de Ingenieros de Minas cambió desde esta localidad a Madrid, en la década de 1830. Dado que estos ejemplares resultaban claramente insuficientes para la enseñanza de esta ciencia, entonces en franco desarrollo, la Escuela puso en práctica una política de adquisiciones, mediante compras y donaciones.

### Principales adquisiciones
- Década de 1830. Compra de 309 ejemplares a la Academia de Minas de Freiberg (Alemania).
- Década de 1830. Compra de 2200 ejemplares al Dr. Rohatzsh, de Freiberg.
- 1851-1854. Compra de 1581 ejemplares a la viuda de Ciriaco González Carbajal, de Méjico.
- 1835. Compra de 68 ejemplares a la viuda de Fausto de Elhuyar
- 1850. Compra de 70 ejemplares por parte de Ezquerra del Bayo y Sainz de Baranda
- 1850. Donación  de 90 ejemplares por parte  del encargado de negocios de Dinamarca
- 1859. Compra de 701 ejemplares de la colección de Felipe Naranjo y Garza
- 1863. Compra de la colección de Policarpo Cía
- 1872. Donación de 78 ejemplares por parte de la Societé de la Nouvelle Montagne
- Década de 1870. Donación por parte del marqués de la Ribera de 2.481 ejemplares, pertenecientes a la colección del marqués de Elduayen
- 1897. Donación de 236 ejemplares por parte de la Inspección General de Minas de Filipinas
- 1923. Donación de 204 ejemplares por parte de Adolfo Prieto.
- Década de 1960. Donación de algunos ejemplares por parte de Roso de Luna.
- 2000. Donación de 989 ejemplares de la colección de Juan Manuel Burriel por parte de su viuda, maría Jesús Bielza
- 2000. Donación de Santiago Jiménez de 200 ejemplares de la colección itinerante de Iberdrola.
- 2007. Donación de 1200 ejemplares por parte de Juan Antonio Alajarín.[2]

### Ejemplares especialmente notables

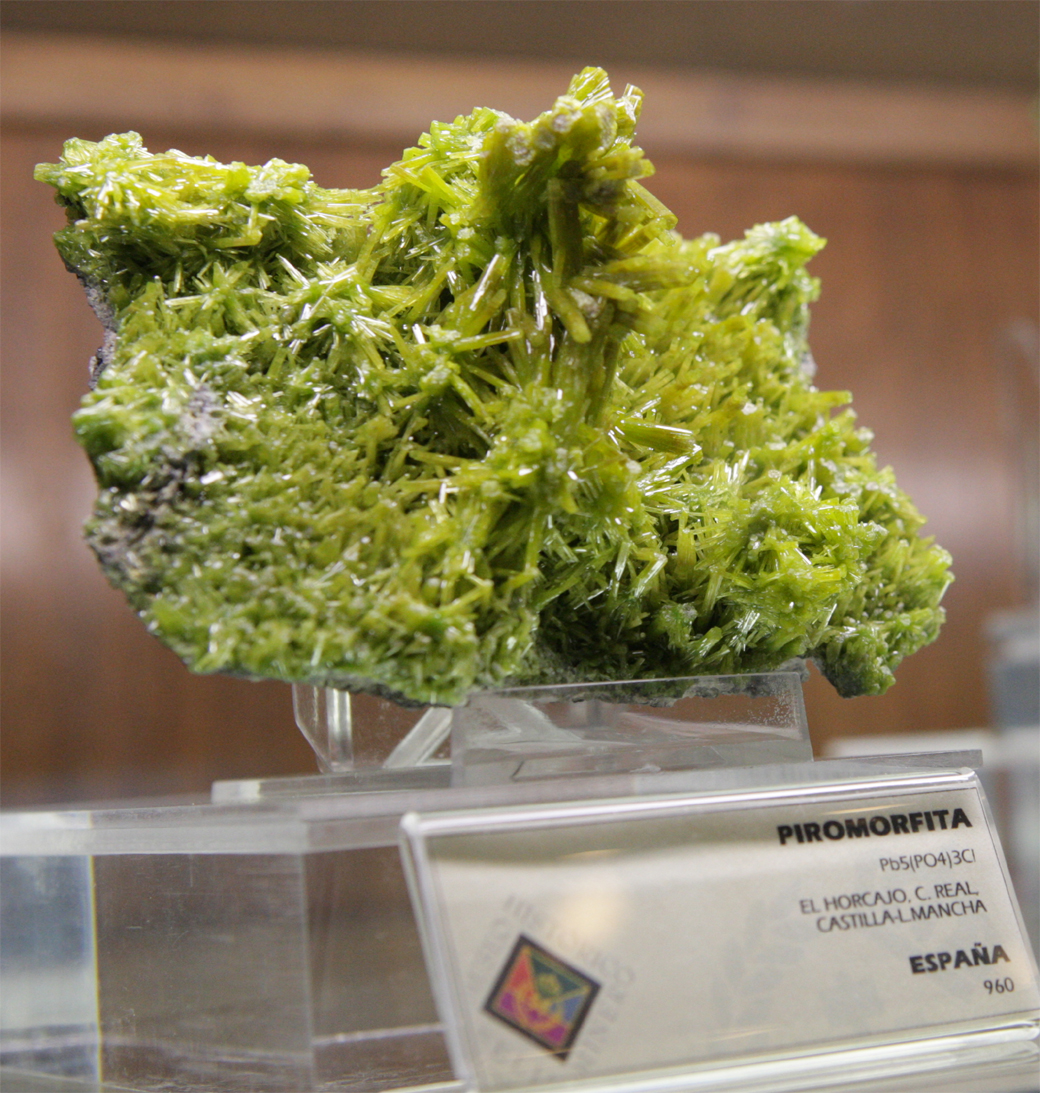
Ejemplar de piromorfita de las minas de El Horcajo, Almodóvar del Campo (Ciudad Real)

El museo cuenta con un gran número de ejemplares de localidades históricas, con minas actualmente extintas, especialmente españolas y alemanas, dado el origen de las colecciones. Se considera que, entre los museos españoles, es el que tiene mayor número de ejemplares de primera calidad. Entre ellos pueden destacarse la serie de freieslebenitas y diaforitas de las minas de Hiendelaencina (Guadalajara), con ejemplares considerados entre los mejores del mundo para estos minerales. También los ejemplares de cinabrio de Almadén, uno de los cuales, una geoda con cristales individuales de un tamaño de unos 7 milímetros, asociados con otros menores de cuarzo, se considera icónico y aparece fotografiado en diversas publicaciones, como la portada del número 1 de Revista de Minerales, la lámina 6 del volumen 2 del libro Minerales y minas de España, de Miguel Calvo, y en una fotografía de Rainer Bode en el libro Mineral Museums of Europe. 
También son destacables dos ejemplares de piromorfita de las minas de El Horcajo (Ciudad Real), formados por agregados de cristales de este mineral, sin ningún otro acompañante. El ejemplar de mimetita-M, polimorfo de la mimetita, procedente de Johanngeorgenstadt, Erzgebirge, Sajonia (Alemania) está considerado también entre los mejores del mundo para esta especie.